# Cantó de Châtellerault-Oest
El cantó de Châtellerault-Oest és un cantó francès del departament de la Viena, situat al districte de Châtellerault. Compta amb 2 municipi i part del de Châtellerault.

## Municipis
- Châtellerault (part)
- Colombiers
- Thuré

## Història
| Data d'elecció                           | Identitat      | Partit | Qualitat |
| ---------------------------------------- | -------------- | ------ | -------- |
| 1982-1998                                | Édith Cresson  | PS     |          |
| 1998-2011                                | Joël Tondusson | PS     |          |
| 2011-                                    | Michel Guérin  | PS     |          |
| les dades anteriors no són pas conegudes |                |        |          |
|                                          |                |        |          |

## Demografia
| A partir de 1990: Població sense dobles comptes |